# Nealcidion silvai
Nealcidion silvai là một loài bọ cánh cứng trong họ Cerambycidae.